# Aeroportul Ann
Aeroportul Ann (IATA: VBA, ICAO: VYAN) este un aeroport din Ann⁠(d), Kyaukpyu District⁠(d), Rakhine State⁠(d), Myanmar.
Situat la o altitudine de 23 m, aeroportul dispune de o singură pistă.